# Sitio de Zadar (1345-1346)

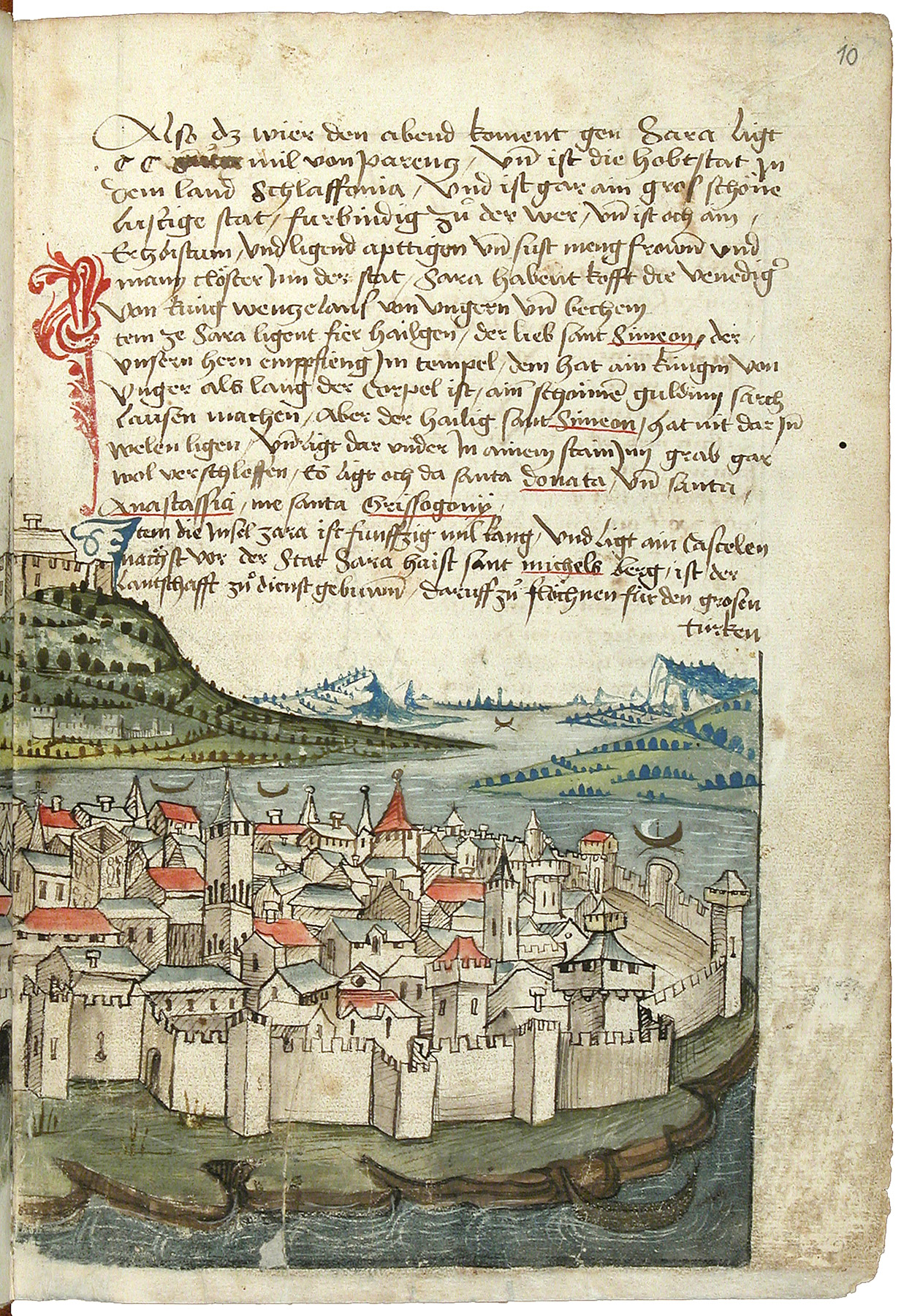
Croacia durante la unión con Hungría

El sitio de Zadar, que se llevó a cabo entre el 12 de agosto de 1345 y el 21 de diciembre de 1346, fue un asedio y posterior ocupación de la ciudad de Zadar, ciudad costera  croata situada en la Dalmacia, por parte de la República de Venecia. El asedio consistió en una serie de ataques venecianos combinados por tierra y mar, con varias batallas y operaciones individuales contra los ciudadanos de Zadar, los que rechazaban la  suzerano veneciana y pedían autonomía. A pesar de recibir ayuda militar del rey húngaro  Luis el Grande, Zadar no pudo resistir el asedio y terminó siendo derrotada.

## Antecedentes
Los venecianos dominaban la ciudad de Zadar desde su conquista en 1202 durante la Cuarta cruzada.
El cerco se produjo como consecuencia de las complejas relaciones políticas que, en el transcurso de un largo período de tiempo, habían existido entre la ciudad de Zadar y la República de Venecia, así como por el cambio de política adoptada por el dirigente croato-húngaro, después de que el joven Luis ascendiera al trono en 1342. El rey deseaba mantener el control completo del reino de Croacia, incluidas las ciudades y los pueblos de Dalmacia, la mayoría de los cuales se encontraban en manos de los venecianos.
Los ciudadanos de Zadar se rebelaron contra el dominio veneciano en 1344 y solicitaron la ayuda del rey Luis, quien dedicó dos campañas militares en el sur de Croacia, la primera en septiembre de 1344, y la segunda en julio de 1345, pero no logró romper el bloqueo y los venecianos, que decidieron proteger sus intereses en Dalmacia, reunieron un ejército de entre 20 000 y 25 000 hombres que enviaron el verano de 1345 al área de Zadar. Los italianos disponían de una flota y un ejército terrestre, mientras el rey Luis, sólo dirigía fuerzas terrestres.

## El sitio
El 12 de agosto de 1345 los venecianos comenzaron a asediar la ciudad y los castillos circundantes. El ejército de tierra fue comandado por Marco Giustiniani mientras que las fuerzas marinas estaban bajo el mando de Pietro de Canale. El cerco consistía en muchas operaciones, movimientos, batallas y otras actividades militares separadas, que se pueden dividir en tres fases.
La primera fase finalizó a finales de enero de 1346 tras la retirada sin combatir desde noviembre de 1345 del gobernador de Eslavonia Nicholas Alsólendvai y con la ruptura de la cadena portuaria de los venecianos que, desde el comienzo del asedio, impedían que las galeras venecianas entraran en el puerto de Zadar. La ruptura permitió a los acosadores acercarse a las murallas y controlar los movimientos de las naves de Zadar. Mientras tanto, Pietro Civrano asumió el mando supremo de las fuerzas venecianas como capitaneus generalis.
La segunda fase fue marcada por la entrada al conflicto del ejército del rey Luis el Grande. A finales de la primavera las fuerzas del rey atacaron la fortaleza veneciana construida cerca de Zadar al principio del asedio, pero sin éxito. Aunque eran numerosos, de acuerdo con algunas fuentes de hasta 100 000 hombres, estaban comprimidos en el estrecho pasadizo entre la fortaleza y el mar, por lo que no podían acercarse de manera compacta como para capturar la fortaleza. Además, estaban bajo el fuego por ambos flancos, los barcos venecianos y los dispositivos balísticos en la fortaleza. El 1 de julio de 1346 se produjo el ataque principal de las fuerzas croato-húngaras, pero al final los venecianos vencieron. Luis decidió retirarse y ordenó que sus tropas se movieran hacia el norte.
En la tercera fase, los defensores de Zadar se quedaron solos. Estaban escasos de alimentos y agua y sin nuevas líneas de suministro, pero lucharon hasta rendirse el 15 de diciembre. Finalmente, el 21 de diciembre de 1346 entraron las tropas venecianas en la ciudad y la ocuparon.

## Consecuencias
En 1358 por el Tratado de Zadar pasó a Croacia y Hungría, y de este periodo data la fundación de la Universidad de Zadar, construida en 1396 por los  dominicos y que en la actualidad es la universidad más antigua de Croacia. Tras la muerte del rey Luis el Grande la ciudad reconoció como rey a Segimon y después a Ladislao I de Nápoles, que vendió la ciudad y sus derechos sobre Dalmacia en Venecia en 1409 por cien mil  ducados. Desde ahora hasta el 1.797 tanto la ciudad como toda la región de la Dalmacia serán territorio veneciano.